# ディラン・ジェイムス
ディラン・ジェイムス（Dylan James、1991年5月25日 - ）は、ニュージーランドのプロレスラー、総合格闘家。オークランド出身。

## 来歴
ECW、WWE、TNAで活躍しているチーム3Dが主宰するチーム3Dアカデミー出身。2010年2月、IPW（Impact Pro Wrestling）でデビュー。ニュージーランドの団体でディルス・オコナー（Dils O'Connor）、ディルス・デラクセオ（Dils Deluxeo）などのリングネームで活動し、デイビー・デラクセオとのタッグチーム、キウイ・エクスプレス（The Kiwi Express）を結成してIPWニュージーランドタッグ王座を獲得する活躍を見せる。
2011年11月6日、日本の団体であるZERO1に参戦するため来日し、ライディーン（Raideen）のリングネームで出場。8wayタッグマッチにて勝利。以降、ZERO1に定期出場するようになり、11月にはタッグトーナメントである風林火山に崔領二と組んで出場するが、5点という結果に終わった。
2012年3月25日、NWA UNヘビー級王座を保持する植田使徒に挑戦するが敗戦。5月17日にはZERO1の所属選手となり入団。リングネームを現在使用しているジェームス・ライディーン（James Raideen）へと変更。6月14日には再び植田とNWA UNヘビー級王座戦を行うも返り討ちにされた。10月16日には小幡優作とNWA UNヘビー級王座戦を行いパワーボムを決めて勝利し、王座を奪取した。12月、風林火山にてタッグパートナーにゼウスを迎えて出場し、優勝を飾った。
2013年4月15日、マイバッハβと組んで佐藤耕平 & KAMIKAZEとのタッグマッチで勝利後、参戦している外国人レスラーを集めNWF（New Age Wrestling Future）なるユニットを結成することを発表。6月11日にマイバッハβと組んでNWAインターコンチネンタルタッグ王座を保持するZERO64（曙 & 関本大介）に挑戦するが敗戦した。7月、第13回火祭りにてアメリカや日本の団体で活躍したザ・グラジエーターを連想させるフェイスペイントを施して初出場。優勝決定戦にて田中将斗と対戦し、アラバマスラムからパワーボムへと繋げるが田中がカウント2で返すと最後にハイアングル・パワーボムで仕留め勝利。同時に空位になっていたZERO1世界ヘビー級王座の第15代王者に君臨し、ZERO1の頂点に立った。同大会における初の外国人レスラーの優勝を飾り、また22歳での優勝は歴代最年少と個人としても団体としても様々な記録を更新する結果になった。10月5日、全日本プロレスのアドバイザーを務める蝶野正洋から全日本に参戦することが発表される。同月27日、ANNIVERSARY TOUR 2013両国国技館大会に出場。ジョー・ドーリングとタッグを組み、ディーロ・ブラウン & バンビ・キラーと対戦して勝利した。11月30日より開催した世界最強タッグ決定リーグ戦にZERO1代表としてマイバッハβとのZERO1最強外国人コンビとしてエントリー。4勝3敗、勝ち点8点でリーグ戦を終え、8チーム中4位という結果に終わった。
2014年6月25日、会社との方向性の相違の為ZERO1から4月2日付けで契約を解除。ZERO1との契約を解除後、7月11日にアメリカ・フロリダ州を拠点とするFIP（Full Impact Pro）のDeclaration Of Independence 2014に参戦。ジャック・ギャロウと対戦。ラリアットからパワーボムへと繋げて勝利した。8月、ニュージャージー州を拠点とするEVOLVEにて開始されたStyle Battle 2014にエントリー。同月9日、EVOLVE 32にてドリュー・グラックと対戦。最後にパワーボムを決めて勝利。決勝には進めず勝ち点1という結果に終わった。
2015年6月18日、ZERO1にてKAMIKAZEより第15回火祭りにキャプテン・ニュージーランドとして推薦される。同月19日に正体を明かして過去の過ちを謝罪し、ZERO1復帰を直訴した。後に復帰する事が認められ、7月より開始された第15回火祭りに出場。Bブロックにエントリーされ、3勝1敗1分で勝ち点7という結果で準決勝に出場。同月2日、準決勝にて佐藤耕平と対戦。サイドバスターやチョークスラムなどパワー殺法で攻めるが折れない佐藤よりパイルドライバーなどの技で頭部へダメージを与えられ、最後にジャーマンスープレックスを喰らい敗戦した。10月11日、Change The WorldにてZERO1世界ヘビー級王座を保持する佐藤耕平に挑戦すると同時火祭りでのリベンジマッチを行うが最後にジャーマンスープレックスホールドでカウント3を奪われ敗戦した。

### 全日本プロレス参戦
2018年1月をもってZERO1との契約を解除。2月、全日本プロレスのチャンピオン・カーニバルにてディラン・ジェイムスとして出場を発表。
チャンピオン・カーニバルに先立つ3月25日さいたまスーパーアリーナ大会で、崔領二とのタッグでゼウス&ボディガーが持つ世界タッグ王座に挑戦し勝利、第82代世界タッグ王者となった。
初出場となった2018チャンピオン・カーニバルは、3勝4敗(勝ち点6)でリーグ戦敗退で終わるものの、優勝候補であった諏訪魔とゼウスに勝利した。
6月5日のディファ有明大会にて、パートナーの崔領二ともに、ジェイク・リーが結成した新ユニット「Sweeper」へ参加を表明した。
6月12日、後楽園ホール大会では宮原健斗の持つ三冠ヘビー級王座に初挑戦。場外乱闘も交えた猛攻で試合を優勢に進めたが、最後は宮原のシャットダウンスープレックスホールドの前に敗れた。
その後、世界タッグ王座は手放したものの、Sweeperの一員として活躍していたが、9月24日大阪府立体育会館大会で、タッグパートナーであるジェイク・リーをタックルで吹き飛ばし、対戦相手であったジョー・ドーリングとのツープラトン・パイルドライバーをジェイク・リー決めてSweeperを脱退、ジョーとの共闘を宣言した。
第41回世界最強タッグ決定リーグ戦は、ジョーとのタッグ「ザ・ボンバー」で参戦。最終日までに5チームが首位で並ぶ大混戦となったリーグ戦だったが、最終戦で諏訪魔&石川修司の暴走大巨人と対戦し勝利。平成最後の世界最強タッグ決定リーグ覇者となった。
2019年1月2日、後楽園ホール大会で暴走大巨人の持つ世界タッグ王座に挑戦したが奪取に失敗した。
2度目の出場となった2019チャンピオン・カーニバルでは三冠王者の宮原には及ばなかったが、リーグ戦2位タイとなる4勝2敗1分(勝ち点9)で終え、前年から躍進した。
2020年9月27日、さいたまスーパーアリーナにて開催されたRIZIN.24でスダリオ剛と対戦して総合格闘家デビューするも、1R終了時にTKO負け。
翌2021年、和歌山市在住の女性との交際を機に移住して結婚。2023年現在、フリーランスのプロレスラーをやりながら、和歌山市内でトレーニングジム「フィールグッドフィットネス」を経営している。

## その他
- 背中にはニュージーランドの地形を描いたようなタトゥーが彫られている。
- 2016年1月1日放送、TBS「芸人キャノンボール」に出演。8月24日放送の同番組にも出演。

## 戦績

### 総合格闘技
| 総合格闘技 戦績 | 総合格闘技 戦績 | 総合格闘技 戦績 | 総合格闘技 戦績 | 総合格闘技 戦績 | 総合格闘技 戦績 | 総合格闘技 戦績 |
| --------------- | --------------- | --------------- | --------------- | --------------- | --------------- | --------------- |
| 1 試合          | (T)KO           | 一本            | 判定            | その他          | 引き分け        | 無効試合        |
| 0 勝            | 0               | 0               | 0               | 0               | 0               | 0               |
| 1 敗            | 1               | 0               | 0               | 0               | 0               | 0               |

| 勝敗 | 対戦相手   | 試合結果                         | 大会名   | 開催年月日    |
| ×    | スダリオ剛 | 1R終了時 TKO（ドクターストップ） | RIZIN.24 | 2020年9月27日 |

## 得意技
ハイアングル・パワーボム
アラバマ・スラム
チョークスラム
ラリアット

## タイトル歴
プロレスリングZERO1
- 世界ヘビー級王座（第15代）
- NWA UNヘビー級王座（第17代）
- NWAインターコンチネンタルタッグ王座（第32代）（w / 田中将斗）
- 火祭り優勝（2013年）
- 風林火山優勝（2012年）（w / ゼウス）

IPW
- IPWニュージーランドタッグ王座（w / デイビー・デラクセオ）

全日本プロレス
- 世界タッグ王座（第82代）（w / 崔領二）
- 世界最強タッグ決定リーグ戦優勝（2018年）（w / ジョー・ドーリング）

プロレスリングA-TEAM
- WEWヘビー級王座（第22代）
- WEWタッグ王座（第59代）

LAND'S ENDプロレスリング
- アジアヘビー級王座（第12代）